# Zwartkapastrild
De zwartkapastrild (Estrilda atricapilla) is een vogel uit de familie van de prachtvinken (Estrildidae). 

## Kenmerken
Zwartkapastrilden bereiken een lichaamslengte van 10,5 centimeter. Het mannetje heeft een zwarte schedel, waarbij het zwart zich over de ogen uitstrekt. De rug, dekschilden en binnenste vleugels zijn asgrijs. Ze zijn fijn maar duidelijk dwarsgewelfd met zwart. De binnenste vleugels zijn iets grover dwars gebandeerd. De romp en bovenstaartdekveren zijn helderrood. De staart is zwart. Afhankelijk van de ondersoort zijn de zijkanten van de kop en de keel wit tot lichtgrijs. De zijkanten van het lichaam zijn levendig donkerrood. Het midden van de buik en de onderstaartdekveren zijn zwartachtig. De rest van de onderkant van het lichaam is asgrijs. De snavel is zwart. Er is een driehoekige rode vlek aan de basis van de ondersnavel. De benen en voeten zijn zwartachtig.
De vrouwtjes lijken op de mannetjes. Daarin zijn de rode vlekken aan de zijkant van het lichaam donkerder en minder uitgebreid. De jonge vogels zijn grijsbruin in plaats van grijs op het bovenlichaam.

## Verspreiding en leefgebied
Het verspreidingsgebied van de zwartkapastrilden strekt zich uit van het zuiden van Kameroen via Gabon en het noordoosten van Angola tot het centrale gebied van de Democratische Republiek Congo en in het zuiden tot het Tanganyikameer. De soort komt ook voor in het westen van Rwanda, het zuidwesten van Oeganda en in de hoge bergen van Kenia. Het is over het algemeen zuidelijker verspreid dan de nauw verwante nonastrild (Estrilda nonnula). De hoogteverdeling reikt soms tot 3300 meter. In sommige regio's komen de twee soorten voor in gewone koppels.
Het leefgebied van de zwartkapastrild zijn heldere gebieden van het oerwoud, bosranden en open plekken in het bos. In tegenstelling tot de nonastrild, die vaak voorkomt in koppels van honderden individuen, komen zwartkapastrilden alleen voor in kleine koppels van maximaal 15 vogels. Af en toe wordt de zwartkapastrild ook geassocieerd met de nonastrild, in het oosten van het verspreidingsgebied wordt hij ook geassocieerd met de groenrugastrild (Estrilda melanotis) en het geslacht Spermestes. 

## Nestbouw
Deze in groepen levende vogels bouwen hun flesvormige nesten in bomen of hoog in struiken. Ze zijn vaak voorzien van een aangebouwd slaapnest. Deze vogels worden ook wel slapend in verlaten wevernesten aangetroffen. Het broedseizoen verschilt per locatie. Het legsel bestaat uit vier tot vijf witte eieren. 

## Ondersoorten
Deze soort komt voor in westelijk en centraal Afrika in Kameroen, Gabon, Congo-Brazzaville, Congo-Kinshasa en Kenia in open wouden, waar op de bodem gras groeit, maar ook bij aanplantingen en langs bamboebossen. 
De soort telt drie ondersoorten:
- E. a. atricapilla: van Kameroen tot noordoostelijk Congo-Kinshasa.
- E. a. marungensis: zuidoostelijk Congo-Kinshasa.
- E. a. avakubi: van centraal en zuidwestelijk Congo-Kinshasa tot noordelijk Angola.